# Teatro La Caridad
El Teatro La Caridad és un teatre al municipi de Santa Clara (Cuba), inaugurat el 8 de setembre de 1885. Va ser finançat i cedit a la població de Santa Clara per doña Marta Abreu de Esteves, dona pertanyent a una il·lustre i rica família de la localitat. El teatre va ser declarat Monumento Nacional de la República de Cuba el 1981. Pel seu escenari han desfilat noms i companyies d'espectacles de renom mundial com Enrico Caruso, Libertad Lamarque, Jorge Negrete o Lola Flores.